# Matthias Havinga
Matthias Havinga (* 1983 in Leusden)  ist ein niederländischer Organist und Hochschullehrer.

## Leben
Matthias Havinga studierte am Conservatorium van Amsterdam bei Jacques van Oortmerssen. Er legte seinen Master of Music 2008 mit „Summa cum laude“  ab. Am Koninklijk Conservatorium Den Haag studierte er Kirchenmusik bei Jos van der Kooy und Theo Goedhart. Havinga ist  Organist an der Oude Kerk in Amsterdam und war von 2010 bis 2023 Organist an der Ronde Lutherse Kerk. Er lehrt Orgel als Hauptfach am Conservatorium van Amsterdam. Er ist Mitglied der Jury der International Martini Organ Competition Groningen (IMOCG), eines Orgelwettbewerbs für junge Organisten in der Martinikerk in Groningen.
Havinga konzertiert als Organist in ganz Europa. Zusammen mit seiner Ehefrau, der Blockflötistin Hester Groenleer, tritt er als Kammermusikduo auf. Havinga veröffentlicht seit 2007 Musikvideos bei YouTube. Die Videos wurden inzwischen (Stand August 2024) über 1,4 Millionen Mal abgerufen.

## Tondokumente
- Passacaglia. Brilliant.
- Bach: Italian Concertos. Brilliant 2022.
- Mendelssohn: Organ Music. Brilliant
- Dutch Delight.
- Concerto Barocco. Mit Seldom Sene. Brilliant.